# Pałac w Rakowicach Małych
Pałac w Rakowicach Małych (niem. Schloß Wenig Rackwitz) – istniejący do wczesnych lat powojennych pałac w Rakowicach Małych.

## Położenie
Pałac położony był w Rakowicach Małych – wsi sołeckiej w Polsce, w województwie dolnośląskim, w powiecie lwóweckim, w gminie Lwówek Śląski.

## Opis
Pałac został rozebrany 22 czerwca 1968 r. na skutek pożaru, który doszczętnie strawił górną partię budowli. Obecnie brak jakiegokolwiek śladu po pałacu w Rakowicach Małych. Jedynym elementem zabudowań przypałacowych, który przetrwał do współczesności, jest Dom Ogrodnika.